# Paine Schwartz Partners Challenger 2023
Il Paine Schwartz Partners Challenger 2023 è stato un torneo maschile di tennis professionistico giocato sul cemento indoor. È stata la 27ª edizione del torneo, facente parte della categoria Challenger 75 nell'ambito dell'ATP Challenger Tour 2023. Si è giocato all' Atkins Tennis Center di Urbana, negli Stati Uniti, dal 13 al 19 novembre 2023.

## Partecipanti

### Teste di serie
| Nazionalità | Giocatore            | Ranking* | Testa di serie |
| ----------- | -------------------- | -------- | -------------- |
| Stati Uniti | Aleksandar Kovacevic | 112      | 1              |
| Stati Uniti | Alex Michelsen       | 114      | 2              |
| Stati Uniti | Emilio Nava          | 153      | 3              |
| Francia     | Titouan Droguet      | 165      | 4              |
| Stati Uniti | Denis Kudla          | 183      | 5              |
| Kazakistan  | Beibit Zhukayev      | 195      | 6              |
| Stati Uniti | Patrick Kypson       | 241      | 7              |
| Stati Uniti | Martin Damm Jr.      | 269      | 8              |

* Ranking al 6 novembre 2023.

### Altri partecipanti
I seguenti giocatori hanno ricevuto una wild card per il tabellone principale:
- Kenta Miyoshi
- Kārlis Ozoliņš
- Ethan Quinn

I seguenti giocatori sono entrati in tabellone come alternate:
- Evgenij Karlovskij
- Stefan Kozlov
- Mats Rosenkranz

I seguenti giocatori sono passati dalle qualificazioni:
- Cooper Williams
- Mark Whitehouse
- Alex Rybakov
- Alfredo Perez
- Hunter Heck
- Iñaki Montes de la Torre

## Punti e montepremi
| Torneo    | Torneo              | V      | F     | SF    | QF    | 2T    | 1T  | Q | Q2  | Q1  |
| Singolare | Punti               | 75     | 50    | 30    | 16    | 7     | 0   | 4 | 2   | 0   |
| Singolare | Premi in denaro ($) | 10,840 | 6,355 | 3,780 | 2,200 | 1,300 | 780 | – | 390 | 200 |
| Doppio    | Punti               | 75     | 50    | 30    | 16    | –     | 0   | – | –   | –   |
| Doppio    | Premi in denaro ($) | 4,645  | 2,700 | 1,630 | 965   | –     | 545 | – | –   | –   |

## Campioni

### Singolare
Patrick Kypson ha sconfitto in finale  Alex Michelsen con il punteggio di 6–4, 6–3.

### Doppio
John-Patrick Smith /  Sem Verbeek hanno sconfitto in finale  Lucas Horve /  Oliver Okonkwo con il punteggio di 6–2, 7–6(4).